# Pontenet
Pontenet (toponimo francese) è una frazione di 222 abitanti del comune svizzero di Valbirse, nel Canton Berna (regione del Giura Bernese, circondario del Giura Bernese).

## Storia

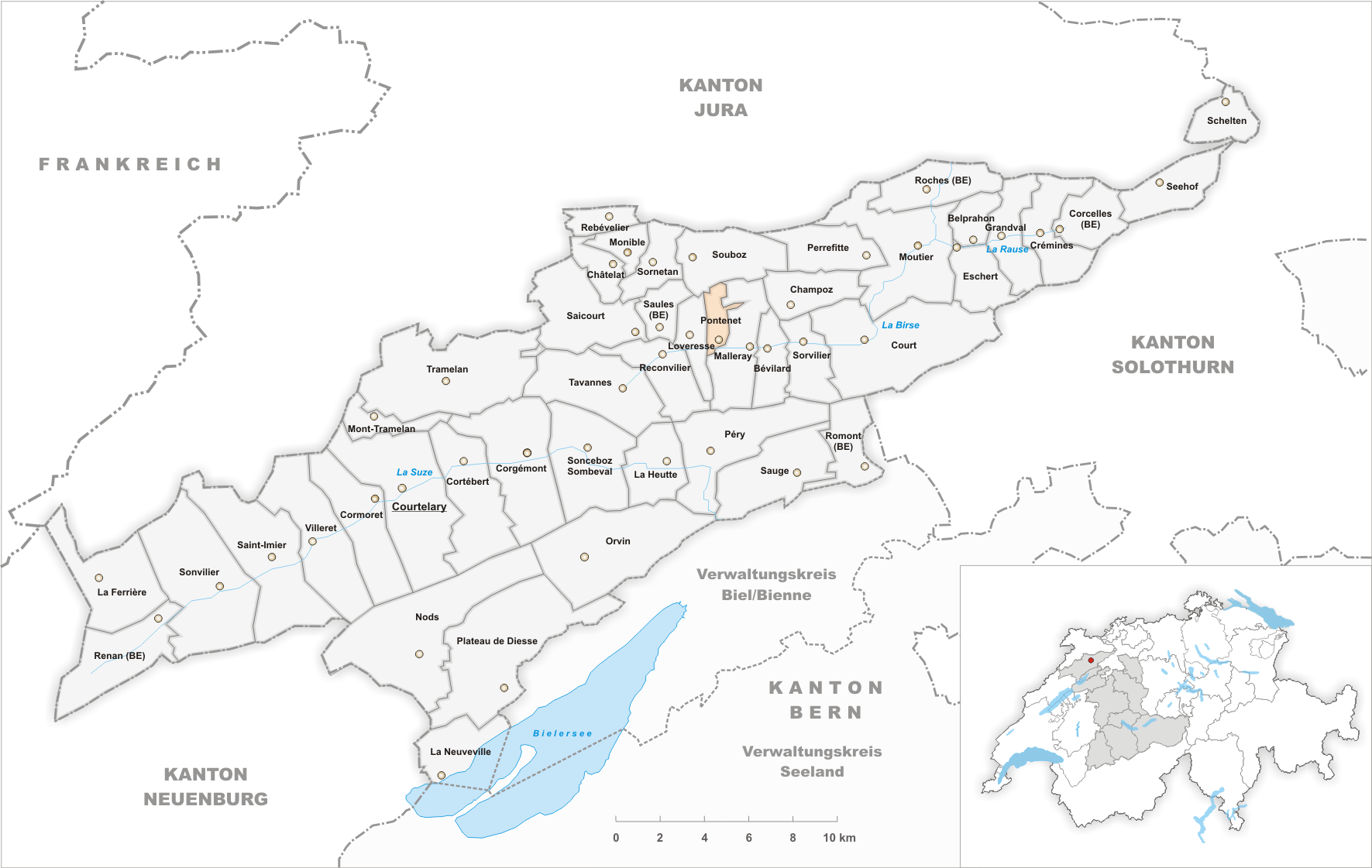
Il territorio del comune di Pontenet prima degli accorpamenti comunali del 2015

Già comune autonomo che si estendeva per 2,74 km², il 1º gennaio 2015 è stato accorpato agli altri comuni soppressi di Bévilard e Malleray per formare il nuovo comune di Valbirse.

## Società

### Evoluzione demografica
L'evoluzione demografica è riportata nella seguente tabella:
Abitanti censiti

## Infrastrutture e trasporti
Pontenet è servito dall'omonima stazione sulla ferrovia Sonceboz-Sombeval-Moutier.